# Burzum
Burzum è una one man band dark ambient e black metal norvegese avente come unico membro fisso e fondatore Varg Vikernes (originariamente con lo pseudonimo di Count Grishnákh), personaggio di spicco del genere.
Fondata nel 1988 con il nome Kalashnikov da Count Grishnakh e da altri due amici, venne poi ribattezzata Uruk-Hai nel 1989. Nel 1991, dopo aver suonato per un periodo negli Old Funeral, Varg rinominò la precedente band in Burzum, continuando la sua produzione musicale in qualità di solista; essa divenne velocemente una delle band di rilievo nella scena black metal norvegese. Durante il 1992 e il 1993 Burzum registrò quattro album, ma nell'agosto dello stesso anno Vikernes venne condannato e imprigionato per l'assassinio di Euronymous e per incendio doloso. Durante la reclusione, Vikernes ha registrato due album in stile dark ambient, utilizzando soltanto sintetizzatori, poiché non aveva il permesso di utilizzare batterie, chitarre e bassi. Dopo la scarcerazione avvenuta nel 2009, Burzum è tornato a comporre nuovo materiale tornando a utilizzare anche gli altri strumenti, realizzando tre album black metal e due dark ambient. Il 7 ottobre 2019, a più di un anno dall'annuncio della fine del progetto musicale Burzum, Vikernes comunica inaspettatamente l'imminente uscita di un nuovo album.

## Storia
L'origine di Burzum risale al 1988, il progetto venne ideato da Kristian Vikernes (nome poi legalmente cambiato nel celeberrimo Varg). Tra il 1988 e il 1989, Vikernes formò un gruppo chiamato Kalashnikov, in seguito ribattezzato Uruk-Hai, dal nome di un'omonima razza di orchi della Terra di Mezzo ideata da J. R. R. Tolkien; il termine deriva dal linguaggio nero di Mordor. Nel 1989, Vikernes chiuse l'esperienza degli Uruk-Hai per entrare a far parte del gruppo death metal Old Funeral. Secondo lui infatti, il bassista e il batterista del suo gruppo non erano musicisti seri ed erano privi di qualsiasi talento musicale. Vikernes rimase con gli Old Funeral per due anni, decidendo nel 1991 di ritornare al suo progetto, questa volta però in chiave solista in maniera tale da poter creare e suonare una musica più originale e personale; alcuni considerano Burzum la continuazione degli Uruk-Hai, per via dell'utilizzo di riff molto simili nello stile, a tal proposito Vikernes stesso ha ammesso che ne riprese effettivamente alcuni.
Le prime composizioni di Burzum mostrano una moderata influenza da Tolkien; per esempio, lo pseudonimo adottato da Vikernes, Count Grishnackh, deriva da un orco creato dallo scrittore inglese. La scelta del nome Burzum riflette sia questa influenza, sia il desiderio di rimanere anonimo. "Burzum", infatti, è una parola del linguaggio nero di Mordor che significa "oscurità". Una delle prime canzoni di Burzum si chiamava, ad esempio, En Ring Til Å Herske ("Un Anello Per Dominarli"); comunque Vikernes dichiarò che le sue influenze provenivano più dalla mitologia nordica che dall'universo tolkieniano, che secondo lui era estremamente debitore della tradizione scandinava. Col passare del tempo, la passione di Vikernes per la mitologia nordica e per il paganesimo si fece sempre più evidente, specialmente nelle recenti composizioni ambient: Dauði Baldrs, ad esempio, è un concept sulla leggenda della morte di Baldr, mentre Hliðskjálf racconta la morte di Odino.
Vikernes ha descritto il suo stesso progetto come un incantesimo atto a ricreare un mondo immaginario condensato con la storia pagana. Ogni album, secondo lui, viene progettato come una vera propria magia, in cui la prima canzone rende l'ascoltatore più sensibile a quell'universo, la seconda lo fa entrare in una trance psicologica e così via. Secondo lui il vero motivo di questa creazione è distrarre l'ascoltatore dallo stress del mondo reale. Infine, Varg ha dichiarato che il vero messaggio di Burzum può essere trovato nel testo della prima canzone del primo disco (Feeble Screams From Forests Unknown); tutti gli altri testi sono semplicemente delle annotazioni aggiuntive.

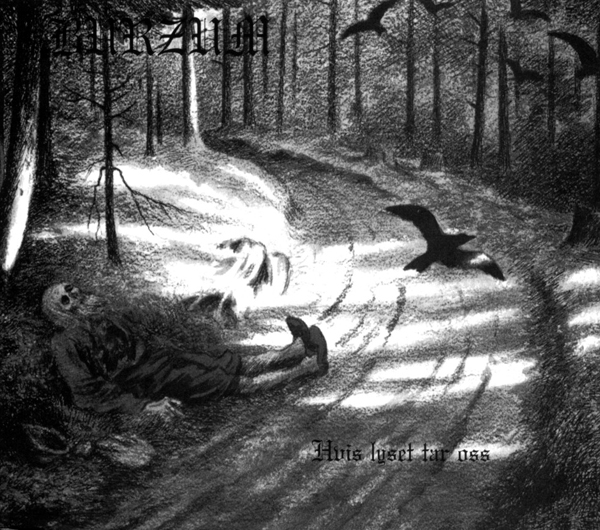
La copertina dell'album Hvis lyset tar oss del 1994, tratta da un'illustrazione dell'artista norvegese Theodor Kittelsen

Musicalmente, Burzum si è evoluto dal primitivo e violento black metal fino a una musica ambient ispirata dalla classica europea, caratterizzata comunque da tendenze minimaliste ed atmosfere cupe. Una caratteristica della sua musica è l'ipnotica ripetitività di ogni composizione (spesso molto lunghe), e la struttura semplice e allo stesso tempo profonda. Va anche detto però che la scelta di comporre album interamente ambient è stata in qualche modo forzata: gli album Dauði Baldrs e Hliðskjálf sono stati registrati da Vikernes in carcere (dove è stato detenuto dal 1993 al 2009 per l'omicidio del chitarrista dei Mayhem Euronymous) al cui interno l'unico strumento musicale permessogli era il sintetizzatore.
Dopo questi due capitoli ambient (l'idea originaria prevedeva una trilogia) Vikernes ha dichiarato di aver perso qualsiasi interesse nella musica e soprattutto nel black metal e nel metal in generale arrivando addirittura ad affermare che "le radici di questo genere sono nella musica negroide".
Inaspettatamente, però, in una intervista ha fatto intendere che la prossima uscita di Burzum (una volta scarcerato) sarebbe potuta tornare allo stile dei primi dischi. Egli continuò comunque sempre a sostenere il suo poco rispetto per la cultura heavy metal e la sua avversione verso l'atteggiamento "sex, drugs, and rock n' roll". Molti degli album di Burzum contengono illustrazioni dell'artista norvegese del XIX secolo Theodor Kittelsen (1857-1914).
Dopo la definitiva scarcerazione avvenuta il 24 maggio 2009, Varg Vikernes si è ritirato nella sua fattoria, insieme alla sua compagna e ai figli, nella città di Bø nel Telemark (Norvegia) e nel 2010 ha pubblicato l'album Belus che segna un ritorno alle sonorità che contraddistinsero il periodo antecedente all'incarcerazione, un lento black metal con influenze ambient e depressive. Lo stesso Vikernes dichiarò che si trattò di canzoni inedite alcune, ed altre scritte alla fine degli anni 80 e riarrangiate per l'occasione.
Nel marzo 2011 esce un altro lavoro del musicista norvegese, Fallen, che segna un ritorno a sonorità simili a quelle dei primi album, anche se la pratica, caratteristica del black metal, dello scream, è caratterizzata da una voce più roca, che dona all'album melodie tipiche del genere ambient.
Nel maggio 2012 è uscito il nono album di Burzum, dal titolo Umskiptar. Sempre nel maggio dell'anno seguente, tramite Byelobog Production viene pubblicato Sôl austan, Mâni vestan, decimo album di Burzum, che questa volta però si allontana dalle sonorità del lavoro precedente per riprenderne altre più Dark ambient ed elettroniche. Infatti, il 27 aprile 2013 Vikernes aveva pubblicato un nuovo brano intitolato Back To The Shadows, affermando che esso sarebbe stato l'ultimo brano prodotto da Burzum in stile black metal.
Il 16 luglio 2013, dopo l'acquisto di 4 fucili da parte della moglie, viene arrestato nella Corrèze, in Francia.
Secondo le dichiarazioni della polizia francese, il musicista aveva in mente di commettere un attentato. Viene poi rilasciato qualche giorno dopo in quanto le accuse vengono ritenute infondate dal giudice.
Il 16 marzo 2014 annuncia tramite il sito ufficiale il nuovo album The Ways of Yore, che viene pubblicato il 2 giugno dello stesso anno dall'etichetta Byelobog Production.
Dopo un periodo di inattività, nel giugno 2018 Vikernes postò un video sul suo canale YouTube annunciando di essersi "allontanato ormai dal progetto Burzum" e di considerarlo concluso.
Il 7 ottobre 2019, annuncia attraverso il suo account Twitter l'imminente uscita di un nuovo album, di fatto rinnegando la sua decisione di porre fine al progetto musicale comunicata l'anno precedente.
Nel 2023 pubblica un nuovo singolo ambient, The Reincarnation of Ódinn.

## Formazione
- Count Grishnackh (Varg Vikernes) – voce, chitarra, tastiere, sintetizzatori, basso, batteria

Session men
- Euronymous (Øystein Aarseth) - assolo di chitarra in War (Burzum)
- Samoth (Tomas Thormodsæter Haugen) - basso (Aske)

## Discografia

### Album in studio

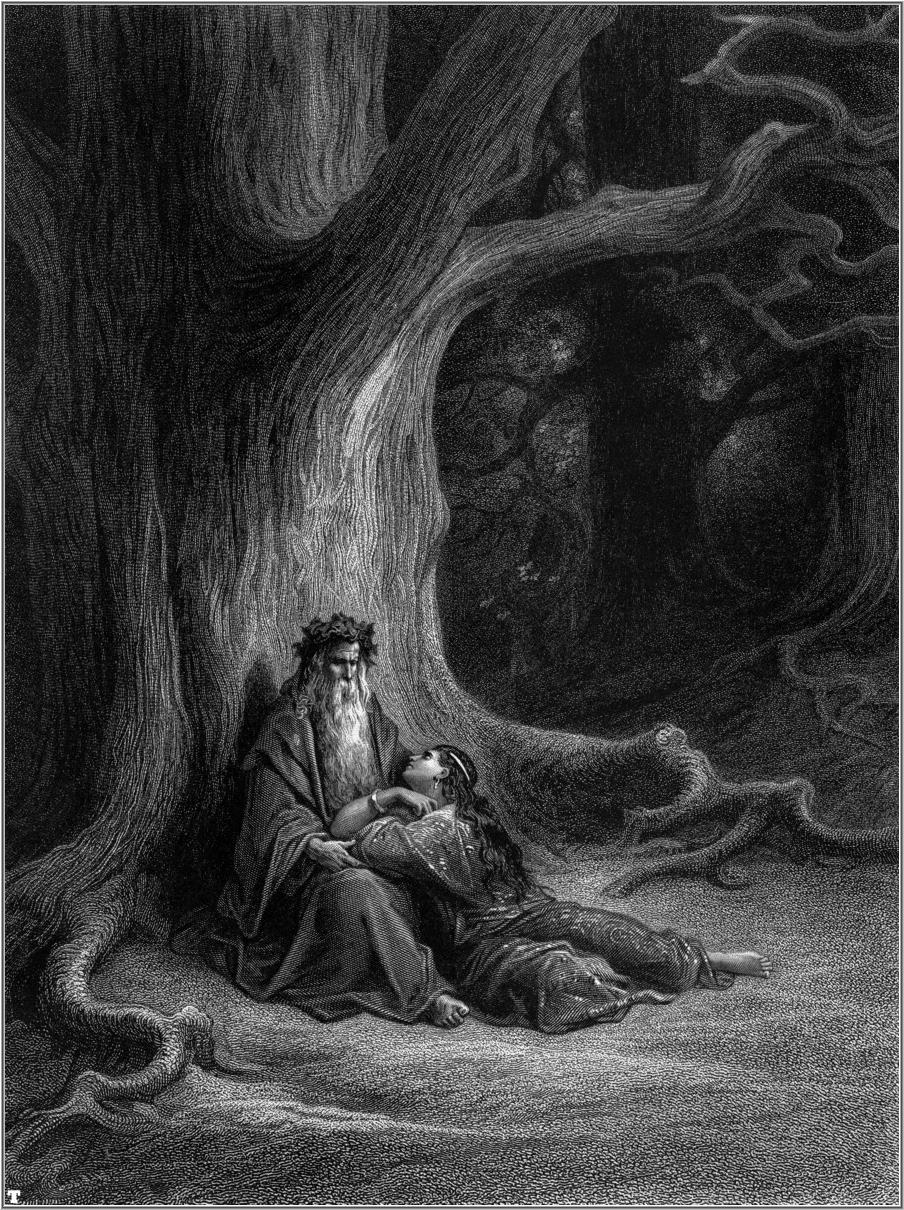
Merlino e Viviana di Gustave Doré, opera dalla quale è stata tratta la copertina dell'album The Ways of Yore

- 1992 – Burzum
- 1993 – Det som engang var
- 1994 – Hvis lyset tar oss
- 1996 – Filosofem
- 1997 – Dauði Baldrs
- 1999 – Hliðskjálf
- 2010 – Belus
- 2011 – Fallen
- 2012 – Umskiptar
- 2013 – Sôl austan, Mâni vestan
- 2014 – The Ways of Yore
- 2020 – Thulêan Mysteries
- 2024 – The Land of Thulê

### Singoli
- 2015 – Mythic Dawn
- 2015 – Forgotten Realms
- 2015 – Thulean Mysteries
- 2023 – The Reincarnation of Ódinn
- 2024 – The Hidden Name
- 2025 – What Will Come
- 2025 – Beneath The Barrow

### Extended play
- 1993 – Aske (EP)

### Demo

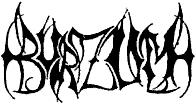
Logo presente sul secondo demo del 1991.

- 1991 – Burzum (Demo I)
- 1991 – Burzum (Demo II)
- 1992 – Burzum (Promo ‘92)

### Raccolte
- 1995 – Burzum/Aske
- 1998 – Burzum 1992-1997 (LP box set)
- 2002 – Anthology (contiene 2 brani dal bootleg del 2000: Ragnarok (A New Beginning))
- 2005 – Draugen - Rarities (nel lato DVD il video del 1996: Dunkelheit)
- 2008 – Burzum Anthology (include il video del 1996: Dunkelheit)
- 2011 – From the Depths of Darkness (tracce risuonate dai primi 2 album)
- 2019 – In the Arms of Darkness (MC box set antologico)

### Apparizioni
- 1998 – Presumed Guilty
- 1998 – Gummo
- 2004 – Fenriz Presents... The Best of Old-School Black Metal

## Videografia

### Album video
- 1996 - Dunkelheit (VHS)